# Abtse wissel

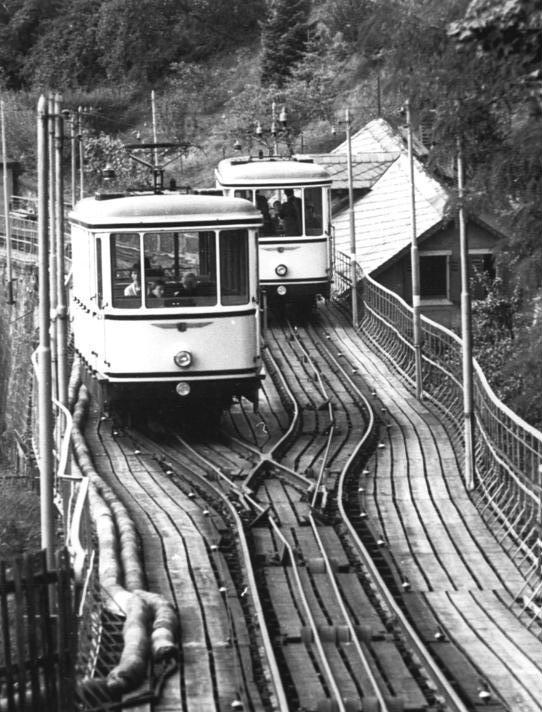
Abtse wissel in de in 1895 geopende kabelspoorweg Dresden (foto uit 1985)

De Abtse wissel is door de Zwitserse spoorwegconstructeur Carl Roman Abt als „passieve wissel“ uitgevonden voor de spoorconstructie van kabelspoorwegen. De wissel maakt het mogelijk om voertuigen automatisch te laten passeren bij enkelsporige trajecten.

## Principe
De wisselconstructies, zonder wisseltong en andere beweegbare delen, bevinden zich iets voor en na het midden van het traject van een kabelspoorweg, waar twee wagens in tegengestelde richting overheen rijden. Tussen de eerste en de laatste wissel ontstaat een dubbelspoor. Hier kunnen de treinen elkaar passeren. De voertuigen kunnen zonder technisch of menselijk ingrijpen op de wissel het enkelsporig traject na de passeersporen voortzetten. De wissel kan ook in een bocht worden aangebracht.
De Abtse wissel maakt het ook mogelijk de trekkabel probleemloos door de wissel te leiden door middel van schuin gemonteerde schijven met een groef (worden ook in een katrol gebruikt) tussen de rails voor elke voertuig. De schijven worden verder in het traject ook gebruikt voor het geleiden van de kabel bij gewone bochten en verschillen in helling.
Elke wielas van een wagen is voorzien van verschillend uitgevoerde wielen. Aan de ene wagenkant heeft het wiel een dubbele flens, die het wiel in horizontale richting op de spoorstaaf fixeert. Het wiel aan de andere kant van de as is glad. Het wielstel blijft op de rails door het ene wiel, terwijl het andere wiel vrij is om te bewegen, waardoor schranken en opsluiting van de wielen op de spoorstaaf door eventuele doorbuiging van de as niet mogelijk is. Dit systeem is, zolang de flenzen niet te veel slijten, onderhoudsvrij.
De wagen die gebruik maakt van het linkerpasseerspoor heeft de flenzen aan de linkerzijde. De rechterwagen heeft de geflenste wielen aan de rechterzijde. Het vlakke wiel is voor beide wagens aan de binnenzijde gesitueerd. Hierdoor rijdt het wiel over de kop van de rail over de wissel, terwijl het andere wiel en de trekkabel de wagen in de juiste positie op het spoor houden.

### Betrouwbaarheid
Dit wisselsysteem is onderhoudsarm omdat er geen bewegende delen aanwezig zijn. Kabelspoorbanen worden het meest ingezet op trajecten met een grote hellingsgraad, waardoor onderhoud bemoeilijkt wordt. Zolang wielstellen en hun bevestigingen voldoende star zijn, zullen de flenzen op de buitenwielen niet te veel slijten en ook de baan niet, inclusief de wissels. Dit maakt het hele systeem zeer betrouwbaar.

### Toepassingsgebied
Abtse wissels worden bij kabelspoorwegen in de bergen en op het vlakke land ingezet. De wissels kunnen ook gebruikt worden door spoorwegen met tandradbanen. Het systeem is niet bruikbaar voor treinen met normale wielassen, die hebben over het algemeen een flens aan de binnenzijde van ieder wiel.

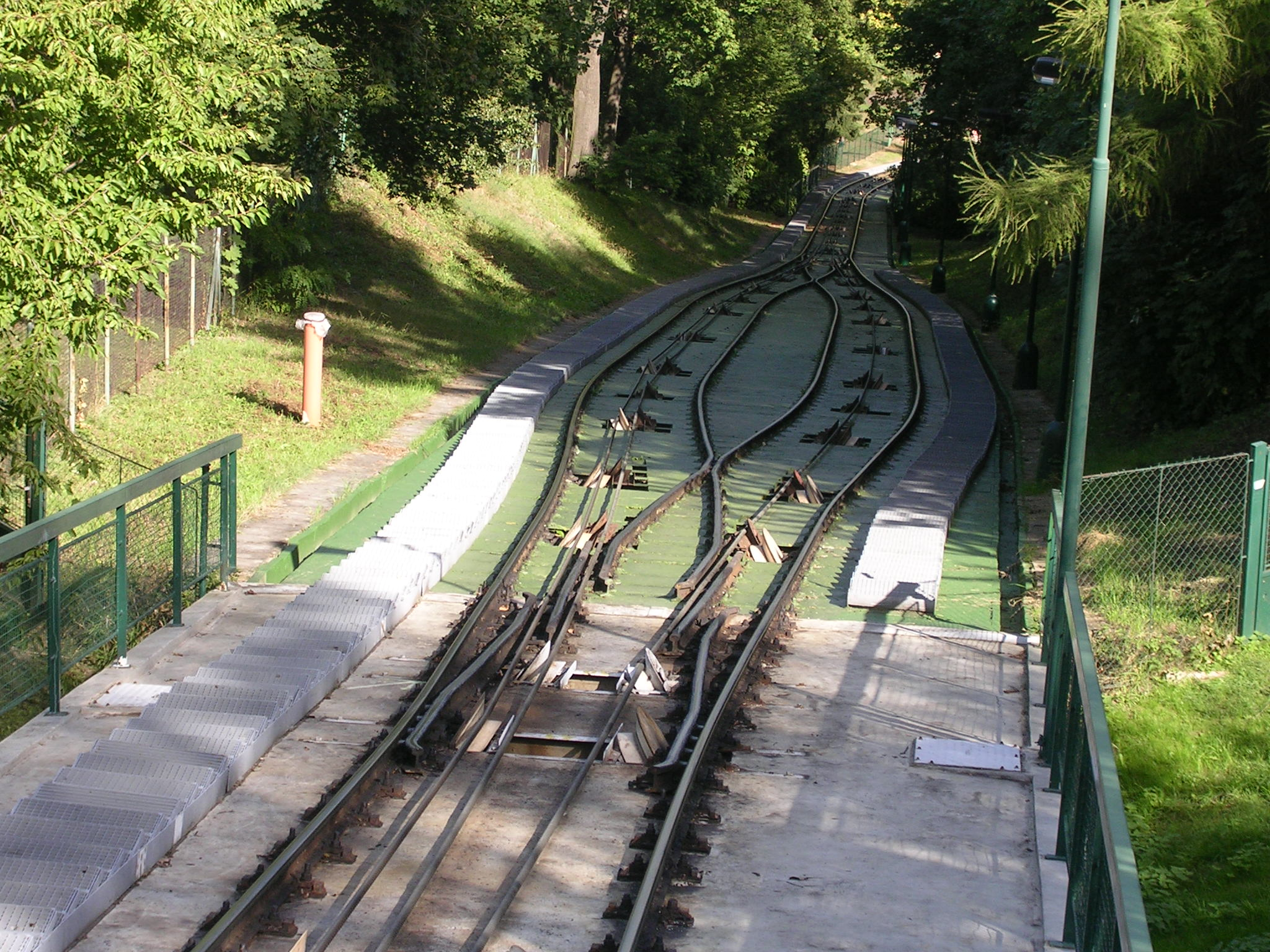
Abtse wissel van de kabelspoorweg Petřín (Tsjechië)
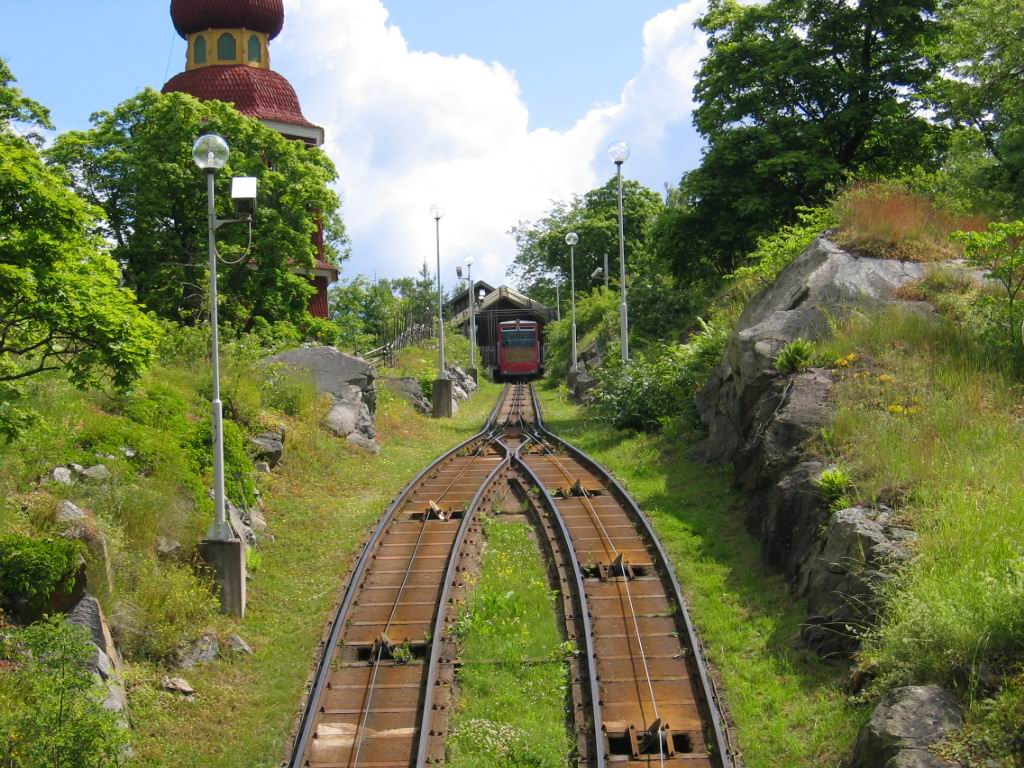
Abtse wissel van de Skansens Bergbana (Zweden)
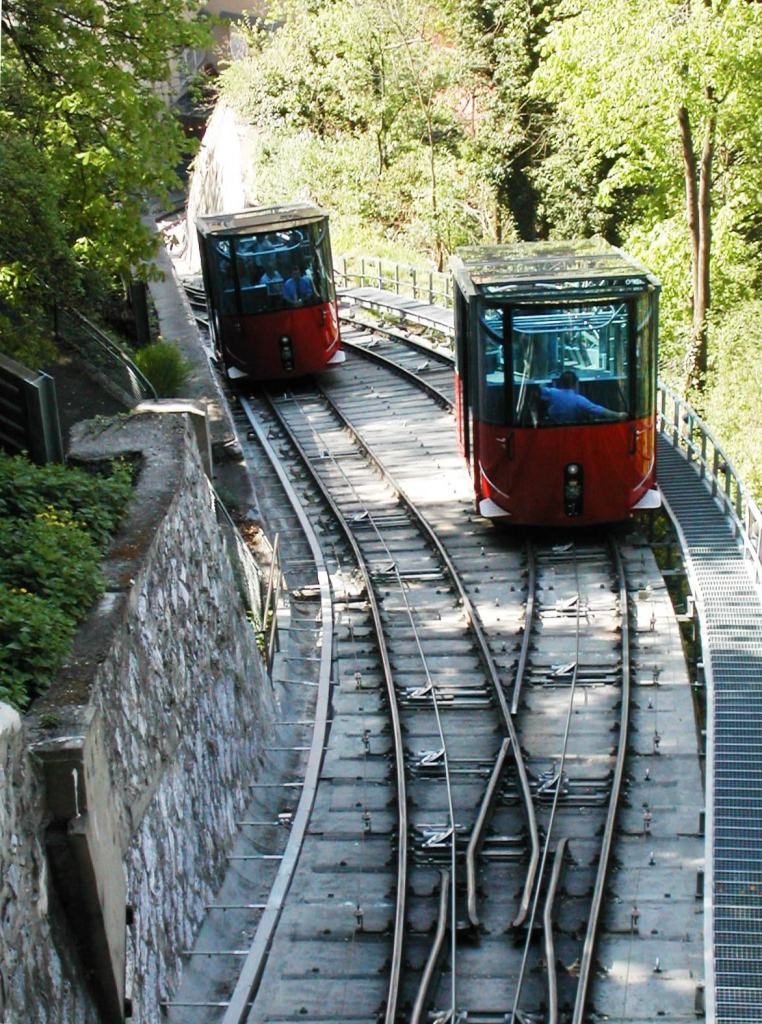
Abtse wissel van de Schloßbergbahn (Graz) in een bocht
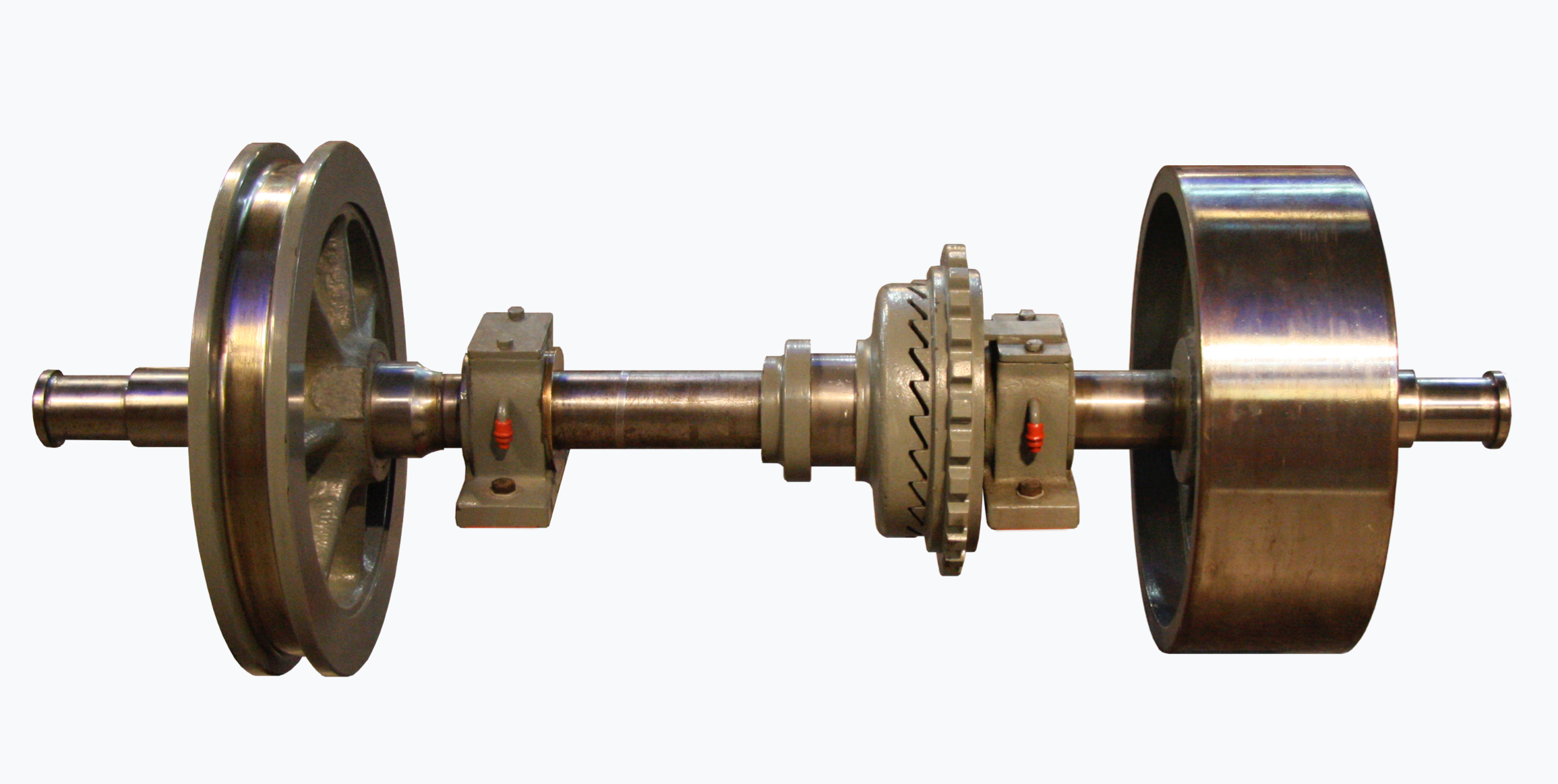
Wielas met één wiel met twee flenzen en een vlak wiel